# Phlegra caboverdensis
Phlegra caboverdensis är en spindelart som först beskrevs av Schmidt, Krause 1998.  Phlegra caboverdensis ingår i släktet Phlegra och familjen hoppspindlar. Inga underarter finns listade i Catalogue of Life.